# Paraćin
Paraćin (serbisch-kyrillisch Параћин) ist eine Stadt und eine Gemeinde im Bezirk Pomoravlje in Serbien. Sie hat ca. 29.000 Einwohner, die Gemeinde 58.301 Einwohner (Stand 2002).
Paraćin wurde etwa 1375 erstmals in einem Brief von Zar Lazar namentlich erwähnt. Es wird vermutet, dass die Stadt im 3. Jahrhundert als römisches Lager Sarmatae gegründet wurde. Im Stadtzentrum steht die orthodoxe Dreifaltigkeitskirche.
Durch Paraćin fließt der Fluss Crnica. Die Stadt liegt etwa 150 km südöstlich von Belgrad entfernt an der Autobahn Belgrad–Niš.

## Persönlichkeiten
- Ana Nikolić (* 1978), Popstar, wuchs in Paraćin auf
- Nenad Đorđević (* 1979), Fußballspieler
- Ana Hoffner ex-Prvulovic* (* 1980), Künstlerin

## Orte in der Gemeinde
In Klammern die Einwohnerzahlen aus dem Zensus von 2002.
| - Bošnjane (1012) - Buljane (1545) - Busilovac (1041) - Čepure (825) - Davidovac (461) - Donja Mutnica (1051) - Donje Vidovo (1932) - Drenovac (2009) - Glavica (1134) - Golubovac (267) - Gornja Mutnica (740) - Gornje Vidovo (855) | - Izvor (929) - Klačevica (600) - Krežbinac (547) - Lebina (715) - Lešje (422) - Mirilovac (835) - Plana (1244) - Popovac (805) - Potočac (1309) - Raševica (1215) - Ratare (610) - Šaludovac (360) | - Šavac (533) - Sikirica (1038) - Sinji Vir (251) - Sisevac (18) - Striža (1937) - Stubica (1784) - Svojnovo (1386) - Tekija (1251) - Trešnjevica (1137) - Zabrega (1211) |